# Frido Lehr
Frido Lehr (* 1928 in Sinsheim; † 2018) war ein in Karlsruhe lebender und arbeitender Bildhauer.

## Leben
Im Jahr 1945 begann Frido Lehr eine Steinmetzlehre an der Bauhütte der Heilig-Geist-Kirche in Heidelberg und studierte danach an der Freien Akademie der Künste in Mannheim bei Karl Josef Trummer. Ab 1949 war Frido Lehr künstlerisch freischaffend tätig.
Zusammen mit seiner Frau, der Malerin Eva Lehr, geborene Stubenrauch (1923–2014), gestaltete er im süddeutschen Raum zahlreiche Innenräume von Kirchen. Auch im öffentlichen Raum findet man seine Arbeiten. 
Der Maler und Bildhauer Daniel Moriz Lehr ist der Sohn von Frido und Eva Lehr.

## Werkauswahl
- Steinskulptur an der Fachhochschule Karlsruhe, 1961
- Brunnen in Waldstadt, einem Stadtteil von Karlsruhe, 1963
- Tabernakelstele in der Pfarrkirche Unsere Liebe Frau (Eppingen), 1974
- Zelebrationsaltar in der Kirche St. Bernhard in Karlsruhe, 1975
- Ambo und Mensa (Altar) in St. Peter und Paul (Mannheim), 1985
- Altar und Figuren in der Kapelle der St. Vincentius-Kliniken in Karlsruhe
- Innenraumgestaltung der St. Bernhardus-Kirche in  Baden-Baden
- Altar und Ambo in der katholischen Pfarrkirche St. Georg in Hockenheim
- Altar in der katholischen Pfarrkirche Heilig Kreuz in Gerlachsheim

## Auszeichnungen
- 1954 Kunstpreis der Stadt Karlsruhe für Bildhauerei